# Silvervitt gräsmott
Silvervitt gräsmott, Crambus perlellus, är en fjärilsart som först beskrevs av Giovanni Antonio Scopoli 1763.  Silvervitt gräsmott ingår i släktet Crambus, och familjen Crambidae. Arten är reproducerande i Sverige.

## Bildgalleri

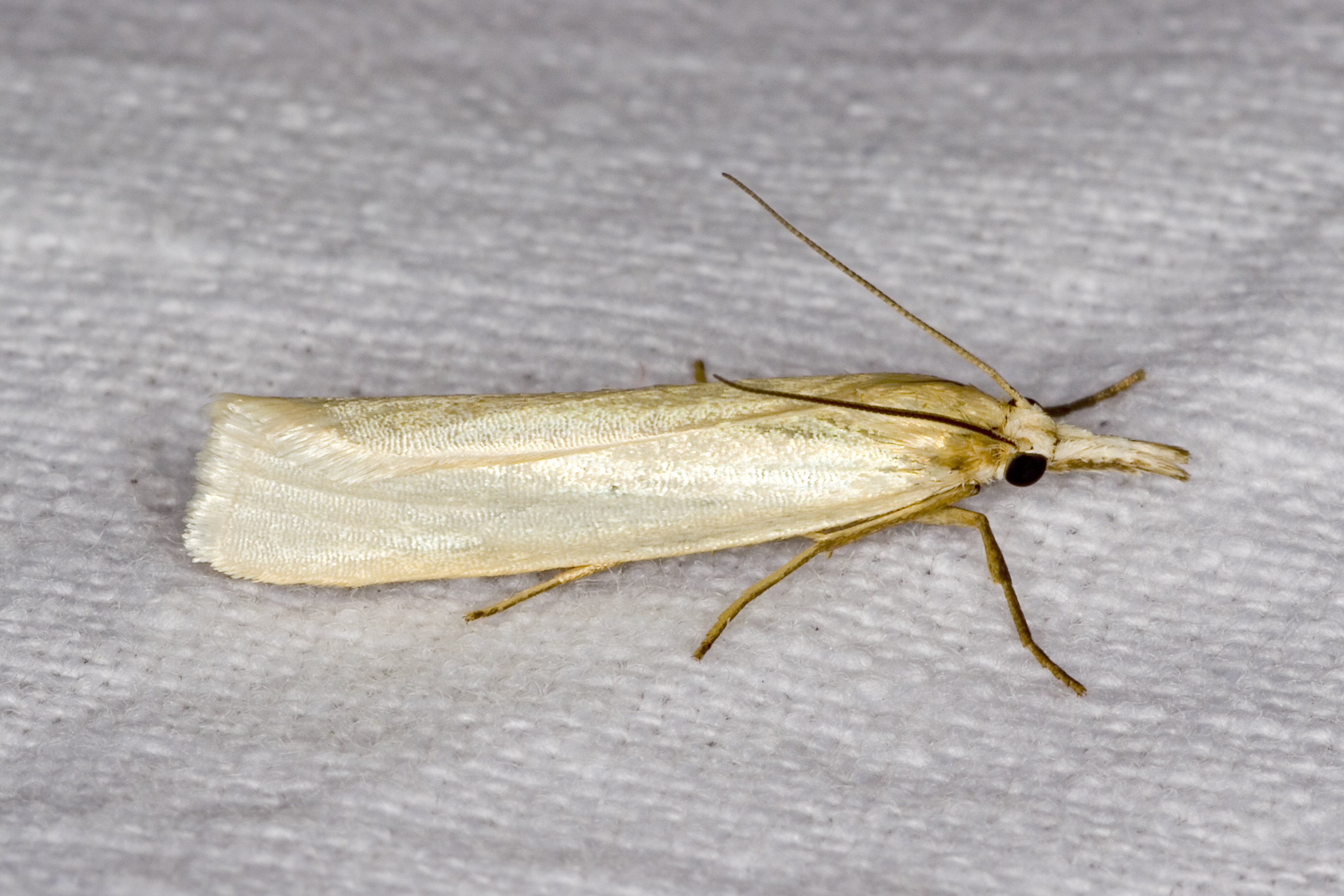
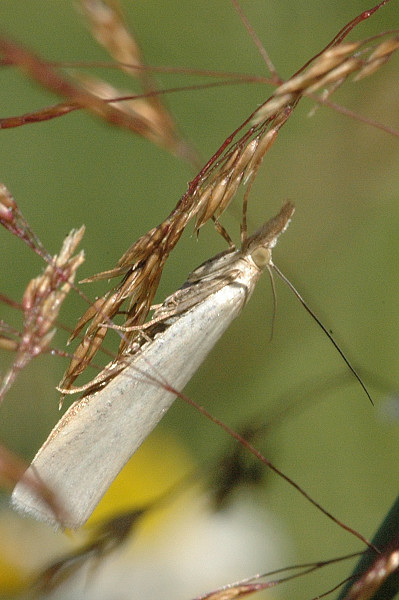
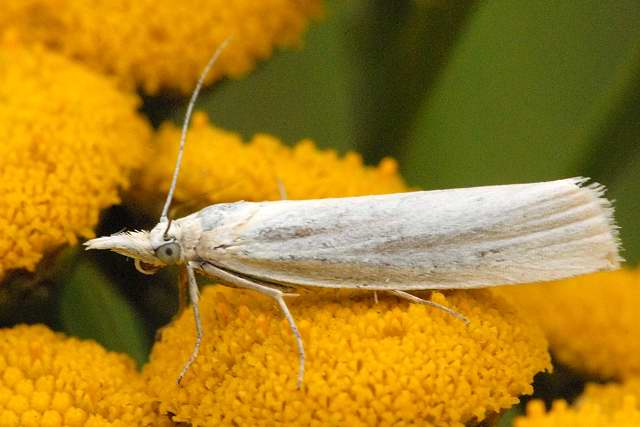
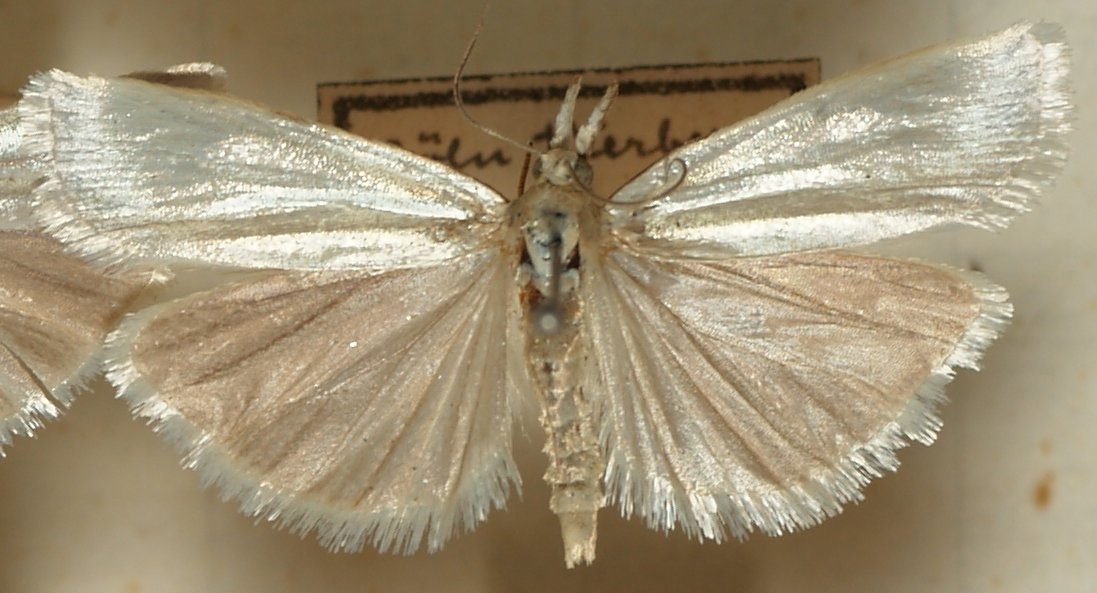